# Saint-Aignan-des-Gués
Saint-Aignan-des-Gués ist eine Ortschaft und eine Commune déléguée in der französischen Gemeinde Bray-Saint-Aignan mit 293 Einwohnern (Stand: 2019) im Département Loiret. 
Mit Wirkung vom 1. Januar 2017 wurde Saint-Aignan-des-Gués mit der Kommune Bray-en-Val zur neuen Commune nouvelle Bray-Saint-Aignan zusammengelegt. Die Gemeinde Saint-Aignan-des-Gués gehörte zum Arrondissement Orléans und zum Kanton Sully-sur-Loire.

## Lage
Saint-Aignan-des-Gués liegt etwa 27 Kilometer ostsüdöstlich von Orléans am Fluss Bonnée.

## Bevölkerungsentwicklung
| Jahr                       | 1962 | 1968 | 1975 | 1982 | 1990 | 1999 | 2006 | 2014 |
| Einwohner                  | 154  | 186  | 211  | 260  | 268  | 287  | 336  | 338  |
| Quellen: Cassini und INSEE |      |      |      |      |      |      |      |      |